# Matthew Gilmore
Matthew Gilmore, född den 11 september 1972 i Gent, Belgien, är en belgisk bancyklist som både blev världsmästare 1998 och tog OS-silver vid olympiska sommarspelen 2000 i Sydney i madison tillsammans med Etienne De Wilde. Därtill blev han europamästare i madison två gånger och i derny två, samt vann sjutton sexdagarslopp.
Matthew Gilmore är son till Graeme Gilmore.

## Meriter – Bancykling

### Olympiska spel
| 2000 2:a i madison med Etienne De Wilde 15:e i poänglopp | 2004 11:a i madison med Iljo Keisse 18:e i poänglopp |

### Mästerskap
| 1998 Världsmästare i madison med Etienne De Wilde 2000 2:a i madison med Etienne De Wilde 2:a i poänglopp 2005 3:a i madison med Iljo Keisse 3:a i scratch | 2000 Europamästare i madison med Etienne De Wilde 3:a i derny 2001 Europamästare i derny 2002 Europamästare i derny 2005 Europamästare i madison med Iljo Keisse |

### Sexdagarslopp
Nedan listas Matthew Gilmores segrar i sexdagarslopp:
| 1997/1998 Gent med Etienne De Wilde 2000/2001 Gent med Silvio Martinello Bremen med Scott McGrory | 2001/2002 Amsterdam med Scott McGrory Gent med Scott McGrory Zürich med Scott McGrory och Daniel Schnider Köpenhamn med Scott McGrory Aguascalientes med Scott McGrory | 2002/2003 Fiorenzuola med Scott McGrory München med Scott McGrory Stuttgart med Scott McGrory 2003/2004 Gent med Bradley Wiggins | 2004/2005 München med Scott McGrory 2005/2006 Fiorenzuola med Iljo Keisse Grenoble med Iljo Keisse Gent med Iljo Keisse Hasselt med Iljo Keisse |

Sexdagarsloppens säsong går inomhus från höst till vår, men några sexdagarslopp arrangeras på utomhusvelodromer sommartid: Fiorenzuolas sexdagars hölls på utomhusvelodrom i juli och har förts till den följande vintersäsongen. Aguascalientes sexdagars hölls också utomhus, men i maj, och har förts till den föregående vintern.